# Spirosolenites
Spirosolenites es un género de foraminífero bentónico de la subfamilia Ammodiscinae, de la familia Ammodiscidae, de la superfamilia Ammodiscoidea, del suborden Ammodiscina y del orden Astrorhizida. Su especie-tipo es Spirosolenites spiralis. Su rango cronoestratigráfico abarca el Cámbrico inferior.

## Discusión
Clasificaciones previas incluían Spirosolenites en el suborden Textulariina del orden Textulariida.

## Clasificación
Spirosolenites incluye a las siguientes especies:
- Spirosolenites spiralis